# Ведьмин дом (Выборг)
Ведьмин дом (дом-утюг) — жилое здание в Выборге, построенное в 1898 году по проекту архитектора Эдуарда Диппеля. Расположено на углу улиц Южный Вал и Выборгской в центре города Выборга, состоит из трёхэтажного и четырёхэтажного корпусов в духе неоготики с элементами модерна, включено в перечень объектов культурного наследия.

## История
В конце XIX века, после сноса укреплений Каменного города и Рогатой крепости, память о которых сохранилась в названиях улиц Северный Вал и Южный Вал, перед выборгскими зодчими встала задача формирования привлекательного морского фасада средневековых городских кварталов путём застройки этих прибрежных улиц. Активное участие в этой работе принимал архитектор Эдуард Диппель, спроектировавший фасады нескольких заметных зданий, таких, как дом Векрута. В 1898 году угловой участок неправильной формы на улице Южный Вал занял построенный по проекту Диппеля дом-утюг.

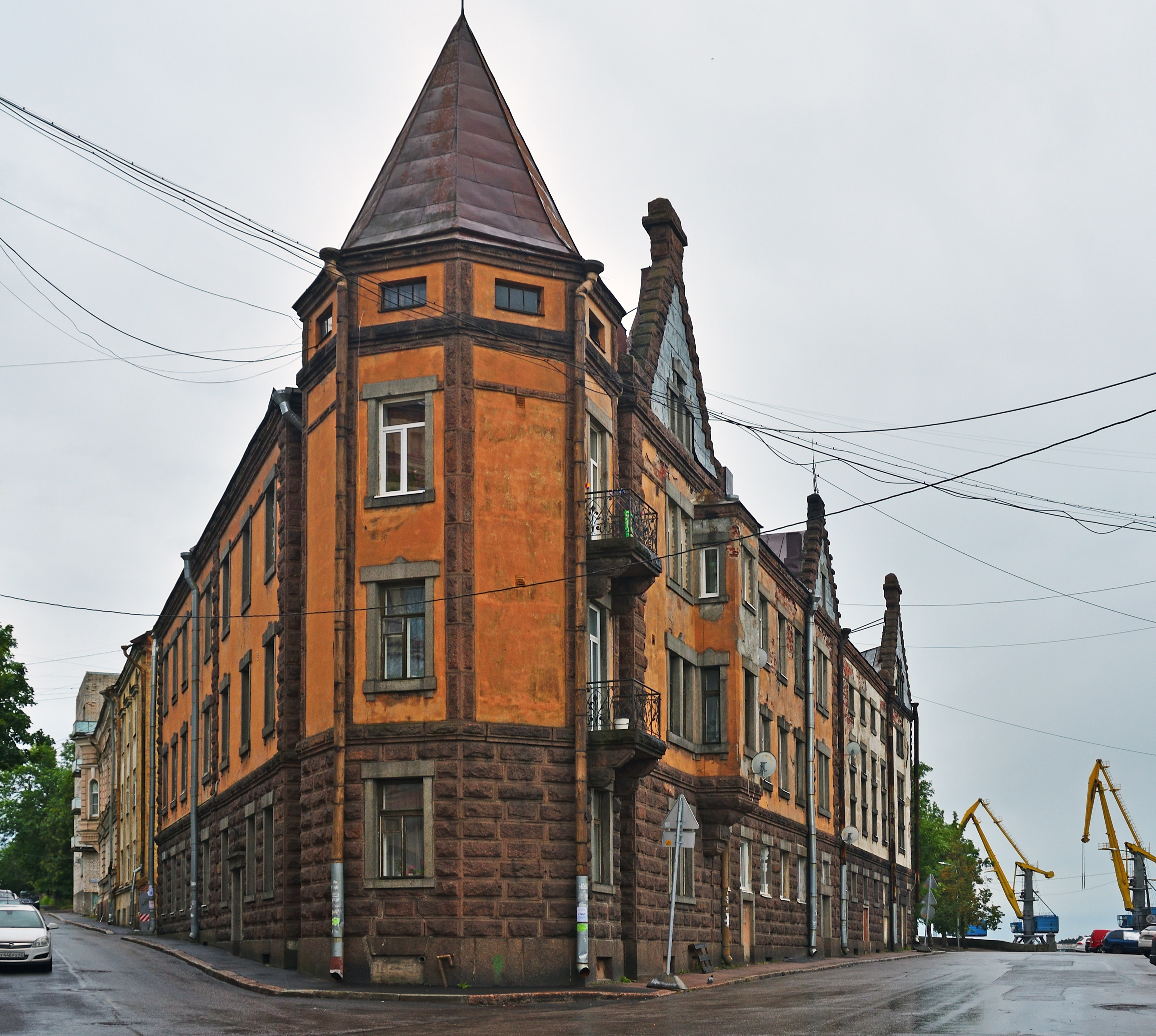
Современный вид (фото 2019 года)

Украшенное грубоколотым гранитом жилое здание, похожее на крепостную стену с башнями, напоминает о бывшей здесь прежде городской стене, линию которой повторяет улица Южный Вал. Доходный дом акционерного общества «Торкель», возведённый на месте снесённого купеческого жилого дома с коммерческими и хозяйственными постройками, принадлежавшими Емельяну Кошелеву, состоит из двух корпусов одинаковой высоты, но разной этажности: основной корпус трёхэтажный, а в корпусе «А» добавлен этаж за счёт снижения высоты потолков. Фасад здания на мощном рустованном гранитном цоколе декорирован рядом неоготических элементов. Привлекают внимание острый угол, оформленный в виде башни с островерхим покрытием, прямоугольный эркер на уровне второго и третьего этажей, балконы с ажурными решётками и окаймлённые рустом три треугольных фронтона над крышей главного фасада. В то же время стены, обращённые во двор, лишены украшений. На первом этаже размещались магазины, предприятия общественного питания и конторы с отдельными входами, а верхние этажи предназначены для жилья. Хотя постройка дома относится к периоду определяющего влияния исторического направления в архитектуре, некоторые исследователи с появлением этого здания связывают начало периода выборгского модерна.
В ходе реконструкции интерьеров, проведённой в 1938 году по проекту архитектора В. Раутиайнена, были расширены помещения хозяйственного и коммерческого назначения.
В ходе боёв советско-финских войн (1939—1944) дом получил повреждения. В крыле, обращённом к Выборгской улице, в 1943 году было оборудовано бомбоубежище. В 1952 году здание было отремонтировано. Часть помещений в послевоенное время занимали подразделения Выборгской таможни, которая ранее находилась в соседнем здании. В ходе ремонта были заложены входы в помещения первого этажа, переделанные в квартиры, а высокая крыша сложной конфигурации заменена плоской кровлей, что изменило восприятие треугольных фронтонов, которые стали выглядеть неустойчивыми. В результате упрощения силуэта в некоторых ракурсах со стороны улицы Южный Вал «дом-утюг» со скошенным углом стал казаться плоским, состоящим из одной стены, получив прозвище «ведьмин дом». Близкие по смыслу прозвища («карточный домик», «дом без стены») связаны и с неудовлетворительным состоянием, в которое пришло здание из-за утраты высокой крыши с чердачными помещениями. Последний капитальный ремонт с перепланировкой проводился в 1970-х годах: в квартирах были разобраны печи и камины и оборудованы ванные комнаты.